# Rafael Climent González
Rafael Climent González (Muro d'Alcoi, 1960) és un polític valencià, ha estat Conseller d'Economia Sostenible de la Generalitat Valenciana presidida pel socialista Ximo Puig entre els anys 2015 i 2023. Militant de Compromís, fou diputat a les Corts Valencianes (2015-2023) i alcalde de Muro d'Alcoi entre 1999 i 2015 on destacà com un defensor de l'anomenada "Economia del bé comú". És llicenciat en filologia clàssica per la Universitat de València i ha sigut professor d'institut de grec a Albaida.

## Trajectòria política
La seua carrera política comença en les eleccions locals de 1995, quan es presenta en segona posició a la llista de la Unitat del Poble Valencià a Muro, i on va treballar a l'oposició.
En 1999, ja dins del Bloc Nacionalista Valencià, es presenta com a cap de llista, i és investit alcalde en un govern de coalició. A les eleccions locals de 2003 i 2007 el BLOC, amb ell de cap de llista, guanya les eleccions per majoria absoluta, renovant així el seu càrrec. En aquelles dos eleccions, el BLOC va obtindre 8 regidors, doblant els 4 regidors del PP i superant per molt l'únic regidor del PSOE. A les eleccions locals de 2011 revalidà l'alcaldia per quarta volta, esta vegada governant en minoria.
Per a les Eleccions generals espanyoles de 2008 va ser el candidat de BLOC-Iniciativa-Verds per la circumscripció d'Alacant, sense obtenir representació.
Entre 2011 i 2015 Rafael Climent fou el representant de Compromís a la Federació Valenciana de Municipis i Províncies i va ser el president de la Mancomunitat de l'Alcoià i Comtat.
A les eleccions valencianes de 2015 va ser elegit diputat a les Corts Valencianes per la circumscripció d'Alacant. I el 29 de juny prengué possessió com a conseller de la Generalitat Valenciana després del pacte de govern entre Compromís i el PSPV-PSOE plasmat a l'Acord del Botànic. Climent s'encarregà de la Conselleria d'Economia Sostenible, Sectors Productius, Comerç i Ocupació, matèries on havia estat considerat de referència per la seua defensa de l'Economia del bé comú en la seua etapa al capdavant del govern de Muro.

## Galeria

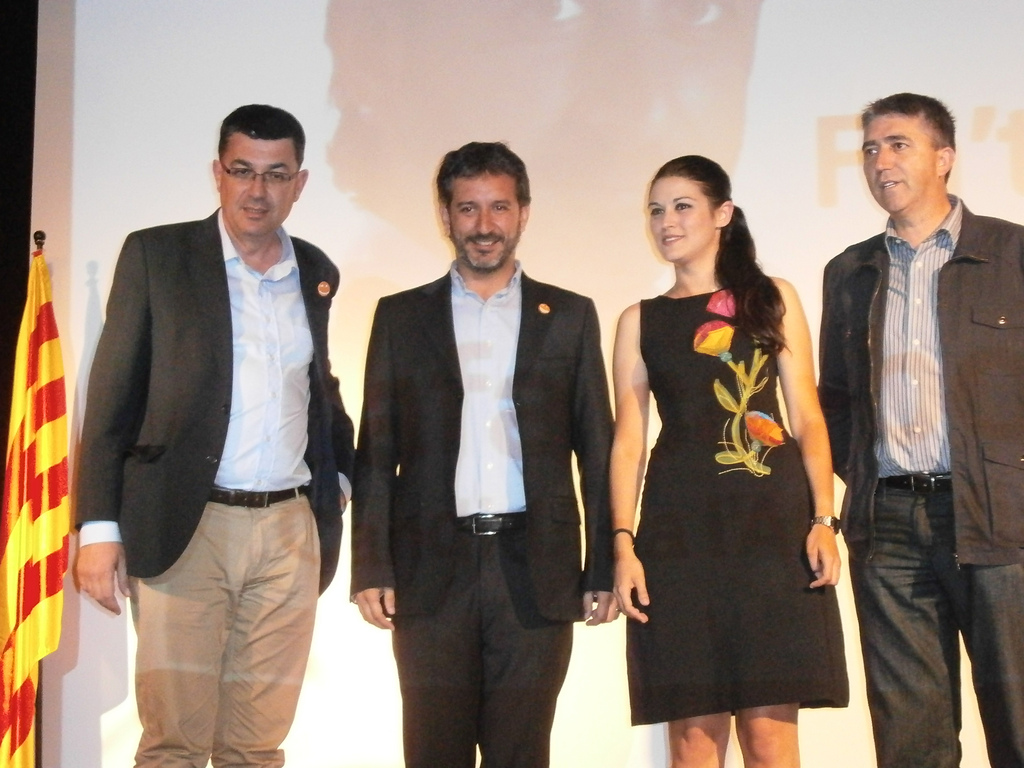
Rafa Climent amb Enric Morera, Rafael Carbonell i Mireia Mollà en 2011.
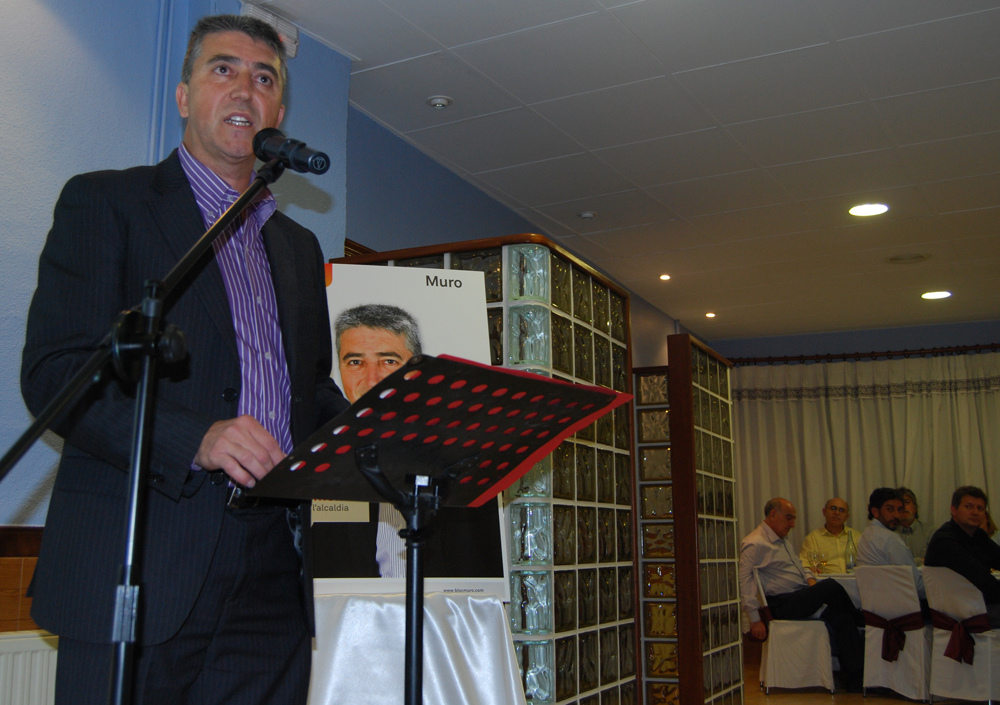
Míting a Muro per a les eleccions municipals de 2011.
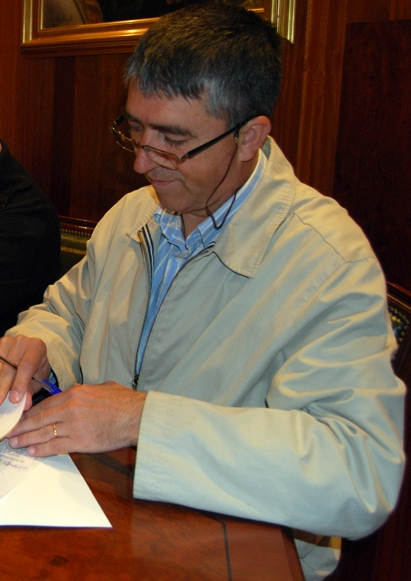
Rafa Climent el 2011
- Entrevista al programa de Cadena SER "Prohibit parlar de política".